# Hilfspolizei

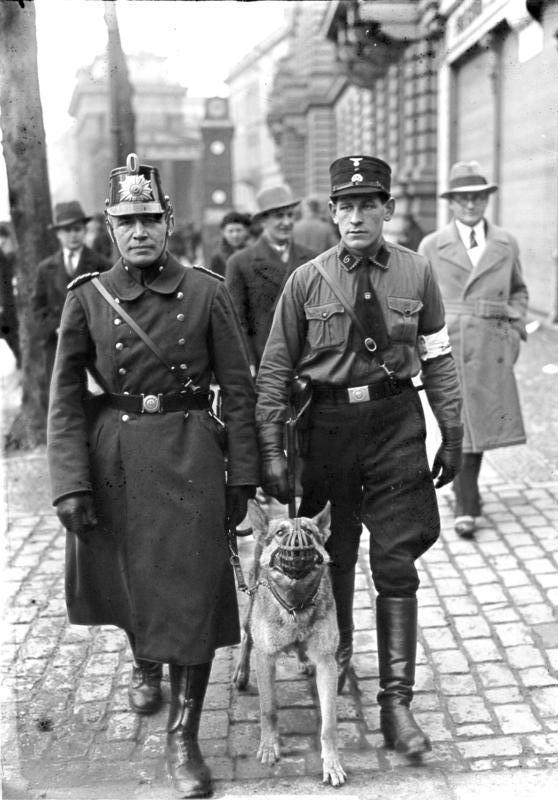
Miembros de Schutzpolizei (izquierda) y Hilfspolizei (derecha) patrullan Berlín el 5 de marzo de 1933, el día de las elecciones al Reichstag

La Hilfspolizei (abreviado: HiPo; literalmente: policía auxiliar) fue una fuerza policial auxiliar de efímera existencia en la Alemania nazi en 1933.
Tras ser nombrado Ministro del Interior de Prusia, Hermann Göring creó la Hilfspolizei el 22 de febrero de 1933 para ayudar a la policía regular a mantener el orden y luego a manejar a los comunistas tras el incendio del Reichstag. La organización se extendió rápidamente desde Prusia a otros estados alemanes y Hitler la ratificó en el Decreto del Incendio del Reichstag. Las unidades fueron atendidas principalmente por miembros de Sturmabteilung (SA) y las Allgemeine-SS que vestían uniformes SA o SS con un brazalete blanco. Se estima que las unidades auxiliares llegaron a tener 25,000 miembros de las SA y 15,000 de las SS. Las unidades también incluyeron miembros de los Cascos de Acero (Stahlhelm, Bund der Frontsoldaten), una organización paramilitar. La fuerza llevó a cabo u organizó numerosos ataques violentos contra oponentes nazis y dotó de personal a los primeros campos de concentración de Columbia y Dachau. Las SS-Totenkopfverbände surgieron de esta formación. La fuerza fue disuelta en agosto de 1933 debido a las protestas internacionales debido a que las unidades violaron las disposiciones de desarme del Tratado de Versalles, la desconfianza cada vez mayor de Hitler sobre SA y su falta de utilidad una vez se había consolidado el nuevo régimen nazi.
El término Hilfspolizei también se usó para varias unidades militares y paramilitares establecidas durante la Segunda Guerra Mundial en la Europa ocupada por los alemanes. En este contexto, el término a menudo se usa para denominar a grupos de colaboradores locales con el régimen Nazi, como el Cuerpo HIPO (HIPO-korpset) en Dinamarca, varias unidades de los Schutzmannschaft o Batallones de Policía, divisiones de las Waffen-SS, la Volksdeutscher Selbstschutz, etc.